# Saint-Léonard-de-Noblat
Saint-Léonard-de-Noblat (tiếng Occitan: Sent Liunard) là một xã của tỉnh Haute-Vienne, thuộc vùng Nouvelle-Aquitaine, miền trung nước Pháp.